# Seicercus grammiceps
A Seicercus grammiceps a madarak osztályának verébalakúak (Passeriformes) rendjébe és a füzikefélék (Phylloscopidae) családjába tartozó faj.

## Rendszerezése
A fajt Hugh Edwin Strickland angol ornitológus írta le 1849-ben, a Pycnosphrys nembe  Pycnosphrys grammiceps néven, innen helyezték jelenlegi nemébe.

## Alfajai
- Seicercus grammiceps grammiceps (Strickland, 1849) - Jáva és Bali
- Seicercus grammiceps sumatrensis (Robinson & Kloss, 1916)[1] - Szumátra

## Előfordulása
Indonézia területén honos.

## Megjelenése
Átlagos testhossza 10 centiméter, testtömege 5 gramm.

## Életmódja
Rovarokkal táplálkozik.